# Mirepeix
Mirepeix (prononcé [miʁpɛks] ; en béarnais Mirapeish ou Mirapéch) est une commune française, située dans le département des Pyrénées-Atlantiques en région Nouvelle-Aquitaine.
Les habitants de Mirepeix (gentilé) sont les Mirepeichois.

## Géographie

### Localisation
La commune de Mirepeix se trouve dans le département des Pyrénées-Atlantiques, en région Nouvelle-Aquitaine.
Elle se situe à 16 km par la route de Pau, préfecture du département, et à 13 km de Pontacq, bureau centralisateur du canton des Vallées de l'Ousse et du Lagoin dont dépend la commune depuis 2015 pour les élections départementales.
La commune fait en outre partie du bassin de vie de Pau.
Les communes les plus proches sont : 
Nay (1,4 km), Baudreix (1,9 km), Bourdettes (2,1 km), Coarraze (2,7 km), Bordères (2,9 km), Lagos (3,1 km), Bénéjacq (3,1 km), Arros-de-Nay (3,1 km).
Sur le plan historique et culturel, Mirepeix fait partie de la province du Béarn, qui fut également un État et qui présente une unité historique et culturelle à laquelle s’oppose une diversité frappante de paysages au relief tourmenté.

### Communes limitrophes
Les communes limitrophes sont  Baudreix, Bordères, Bourdettes, Bénéjacq, Coarraze, Lagos et Nay.
|            | Baudreix | Lagos    |
| Bourdettes | Mirepeix | Bordères |
| Nay        | Coarraze | Bénéjacq |

### Hydrographie

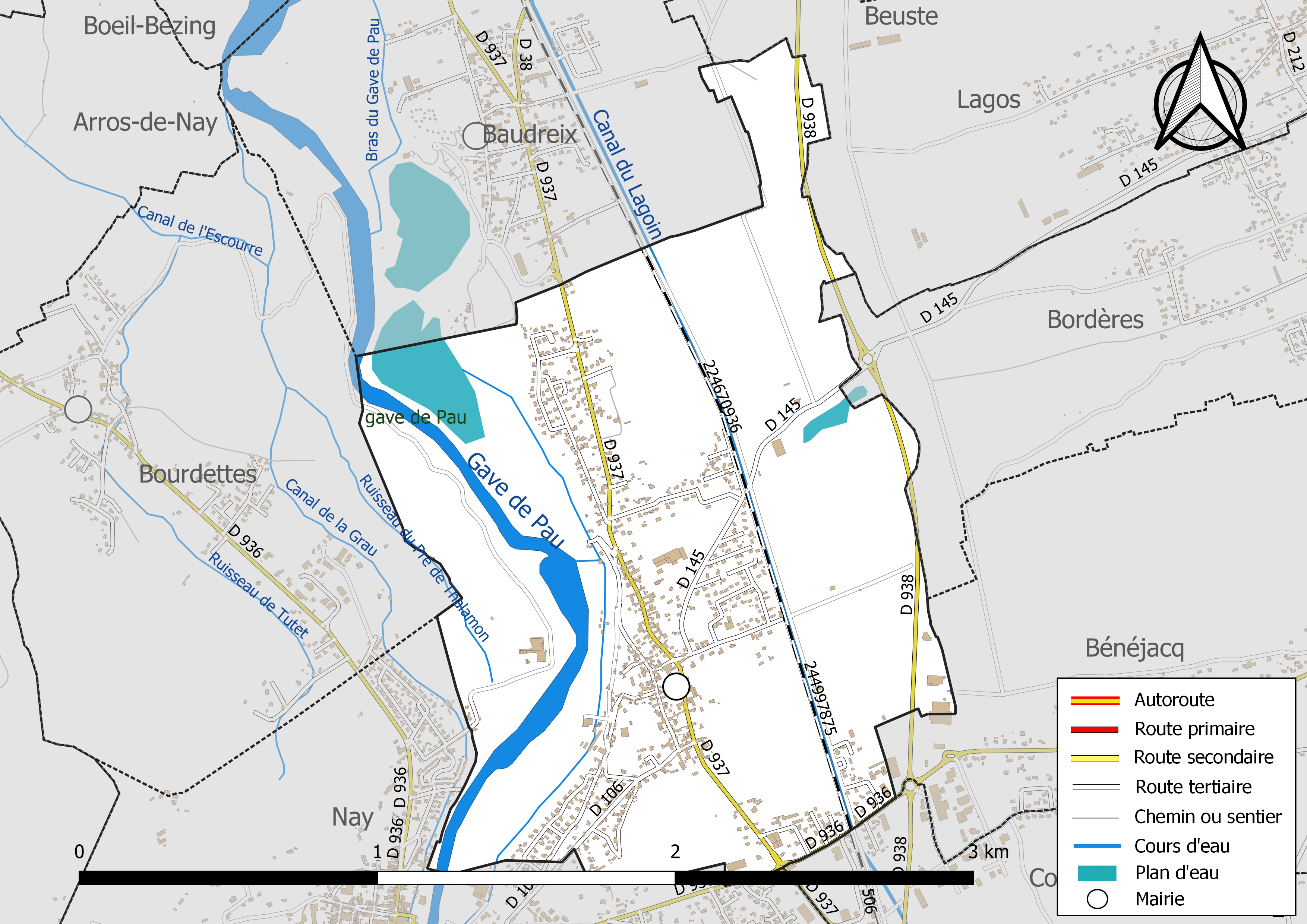
Réseaux hydrographique et routier de Mirepeix.

La commune est drainée par le gave de Pau, le canal du Lagoin, le ruisseau du Pré de Thalamon et par divers petits cours d'eau, constituant un réseau hydrographique de 7 km de longueur totale,.
Le gave de Pau, d'une longueur totale de 192,8 km, prend sa source dans la commune de Gavarnie-Gèdre et s'écoule du sud-est vers le nord-ouest. Il traverse la commune et se jette dans l'Adour à Saint-Laurent-de-Gosse, après avoir traversé 88 communes.
Le canal du Lagoin, d'une longueur totale de 14,9 km, prend sa source dans la commune de Coarraze et s'écoule du sud-est vers le nord-ouest. Il traverse la commune et se jette dans le gave de Pau à Meillon, après avoir traversé 8 communes.

### Climat
Pour des articles plus généraux, voir Climat de la Nouvelle-Aquitaine et Climat des Pyrénées-Atlantiques.
Historiquement, la commune est exposée à un climat de montagne.  
En 2020, Météo-France publie une typologie des climats de la France métropolitaine dans laquelle la commune est toujours exposée à un climat de montagne et est dans la région climatique Pyrénées atlantiques, caractérisée par une pluviométrie élevée (>1 200 mm/an) en toutes saisons, des hivers très doux (7,5 °C en plaine) et des vents faibles.
Pour la période 1971-2000, la température annuelle moyenne est de 12,8 °C, avec une amplitude thermique annuelle de 13,6 °C. Le cumul annuel moyen de précipitations est de 1 281 mm, avec 11,1 jours de précipitations en janvier et 9,3 jours en juillet. Pour la période 1991-2020, la température moyenne annuelle observée sur la station météorologique la plus proche, située sur la commune de Bénéjacq à 3 km à vol d'oiseau, est de 13,4 °C et le cumul annuel moyen de précipitations est de 1 244,1 mm,. Pour l'avenir, les paramètres climatiques de la commune estimés pour 2050 selon différents scénarios d’émission de gaz à effet de serre sont consultables sur un site dédié publié par Météo-France en novembre 2022.

### Milieux naturels et biodiversité

#### Réseau Natura 2000
Le réseau Natura 2000 est un réseau écologique européen de sites naturels d'intérêt écologique élaboré à partir des Directives « Habitats » et « Oiseaux », constitué de zones spéciales de conservation (ZSC) et de zones de protection spéciale (ZPS).
Un site Natura 2000 a été défini sur la commune au titre de la « directive Habitats » : le « gave de Pau », d'une superficie de 8 194 ha, un vaste réseau hydrographique avec un système de saligues encore vivace,.

#### Zones naturelles d'intérêt écologique, faunistique et floristique
L’inventaire des zones naturelles d'intérêt écologique, faunistique et floristique (ZNIEFF) a pour objectif de réaliser une couverture des zones les plus intéressantes sur le plan écologique, essentiellement dans la perspective d’améliorer la connaissance du patrimoine naturel national et de fournir aux différents décideurs un outil d’aide à la prise en compte de l’environnement dans l’aménagement du territoire.
Une ZNIEFF de type 2 est recensée sur la commune, : 
le « réseau hydrographique du gave de Pau et ses annexes hydrauliques » (3 000,84 ha), couvrant 71 communes dont 10 dans les Landes, 59 dans les Pyrénées-Atlantiques et 2 dans les Hautes-Pyrénées.

## Urbanisme

### Typologie
Au 1er janvier 2024, Mirepeix est catégorisée petite ville, selon la nouvelle grille communale de densité à sept niveaux définie par l'Insee en 2022.
Elle appartient à l'unité urbaine de Pau, une agglomération intra-départementale regroupant 55  communes, dont elle est une commune de la banlieue,,. Par ailleurs la commune fait partie de l'aire d'attraction de Pau, dont elle est une commune de la couronne,. Cette aire, qui regroupe 227 communes, est catégorisée dans les aires de 200 000 à moins de 700 000 habitants,.

### Occupation des sols

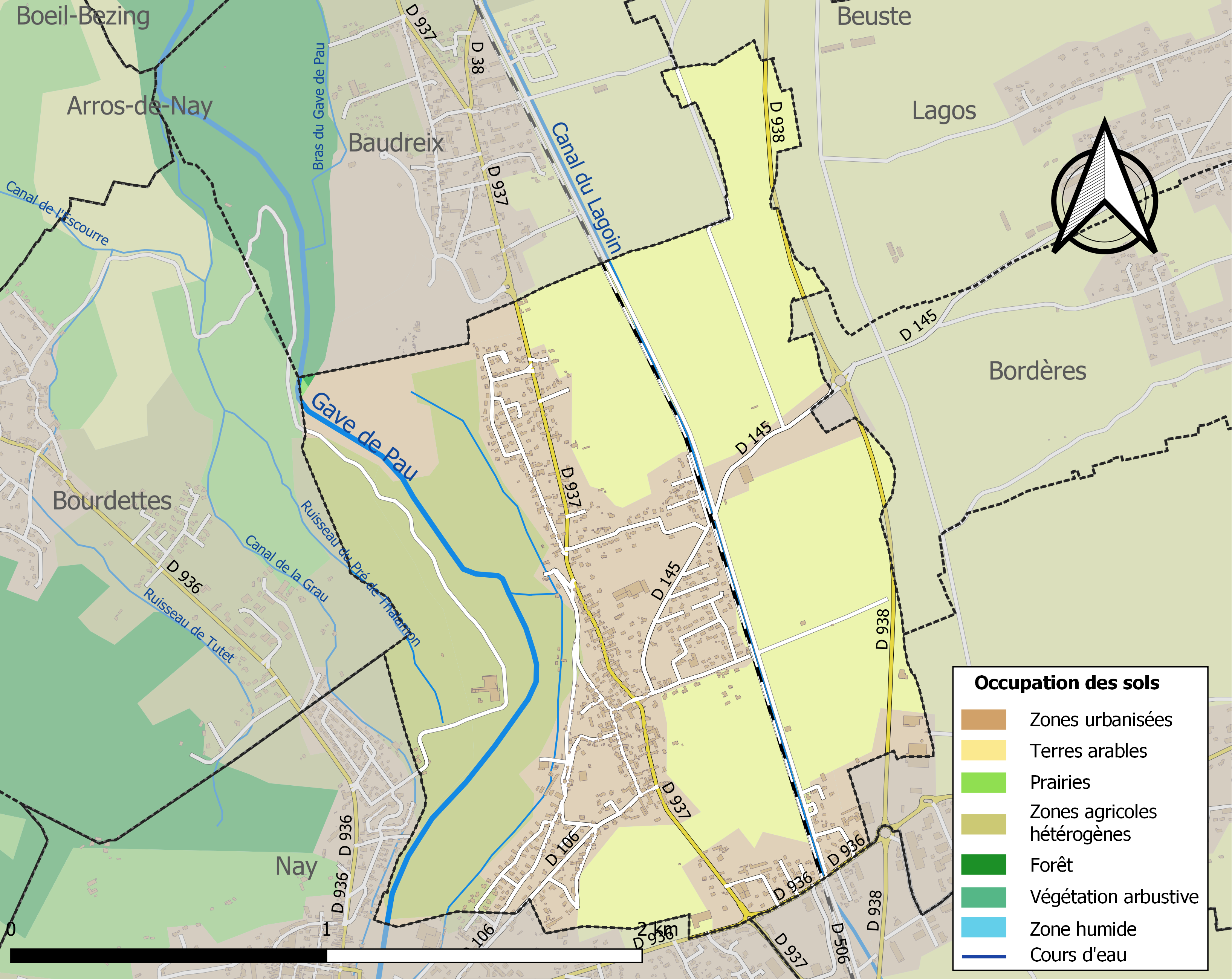
Carte des infrastructures et de l'occupation des sols de la commune en 2018 (CLC).

L'occupation des sols de la commune, telle qu'elle ressort de la base de données européenne d’occupation biophysique des sols Corine Land Cover (CLC), est marquée par l'importance des territoires agricoles (66,1 % en 2018), en diminution par rapport à 1990 (72,4 %). La répartition détaillée en 2018 est la suivante : 
terres arables (43,2 %), zones urbanisées (28,4 %), zones agricoles hétérogènes (22,7 %), mines, décharges et chantiers (4,3 %), zones industrielles ou commerciales et réseaux de communication (1,2 %), prairies (0,2 %). L'évolution de l’occupation des sols de la commune et de ses infrastructures peut être observée sur les différentes représentations cartographiques du territoire : la carte de Cassini (XVIIIe siècle), la carte d'état-major (1820-1866) et les cartes ou photos aériennes de l'IGN pour la période actuelle (1950 à aujourd'hui).

### Lieux-dits et hameaux
- la Plaine ;
- Village.

### Voies de communication et transports
La commune est desservie par les routes départementales 145, 936, 937 et 938.

### Risques majeurs
Le territoire de la commune de Mirepeix est vulnérable à différents aléas naturels : météorologiques (tempête, orage, neige, grand froid, canicule ou sécheresse), inondations et séisme (sismicité moyenne). Un site publié par le BRGM permet d'évaluer simplement et rapidement les risques d'un bien localisé soit par son adresse soit par le numéro de sa parcelle.
Certaines parties du territoire communal sont susceptibles d’être affectées par le risque d’inondation par une crue torrentielle ou à montée rapide de cours d'eau, notamment le gave de Pau et le canal du Lagoin. La commune a été reconnue en état de catastrophe naturelle au titre des dommages causés par les inondations et coulées de boue survenues en 1982, 2009 et 2013,.

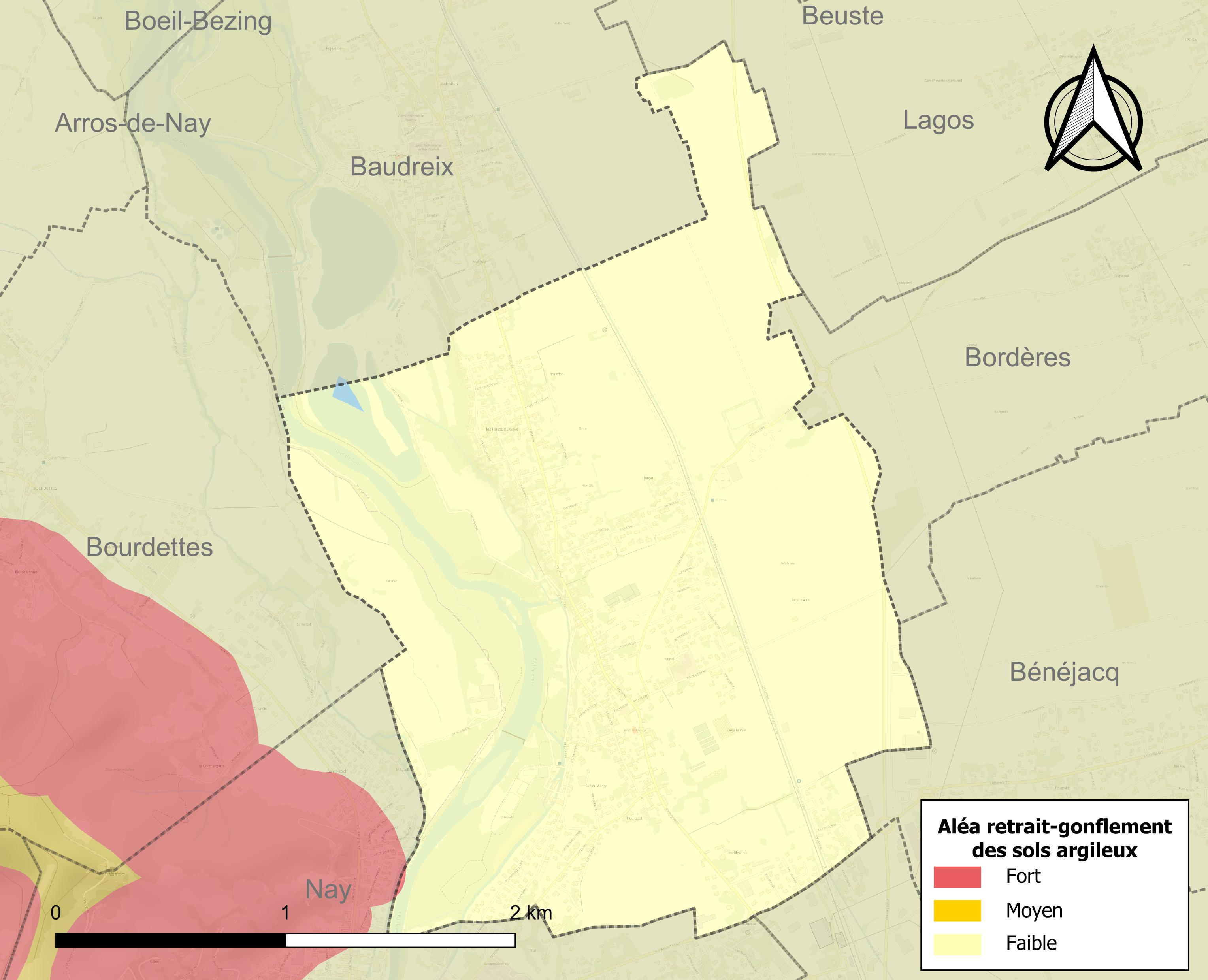
Carte des zones d'aléa retrait-gonflement des sols argileux de Mirepeix.

Le retrait-gonflement des sols argileux est susceptible d'engendrer des dommages importants aux bâtiments en cas d’alternance de périodes de sécheresse et de pluie. Aucune partie du territoire de la commune n'est en aléa moyen ou fort (59 % au niveau départemental et 48,5 % au niveau national). Depuis le 1er octobre 2020, en application de la loi ELAN, différentes contraintes s'imposent aux vendeurs, maîtres d'ouvrages ou constructeurs de biens situés dans une zone classée en aléa moyen ou fort,.

## Toponymie
Le toponyme Mirepeix apparaît sous les formes Mirapes (1131, cartulaire de Morlaàs), Mirapiscis (XIIIe siècle, cartulaire de l'abbaye de Saint-Pé), Mirapeix (1286, titres de Béarn), Mirapexs, Miripexs et Mirepoix (respectivement 1536, 1546 et 1684, réformation de Béarn).
Le toponyme signifierait « admire les poissons ». Il est constitué du verbe occitan mirar (« regarder, guetter ») et du gascon peix / peish (« poisson », du latin piscis).
Son nom béarnais est Mirapeish ou Mirapéch.
Batbielle désigne un ensemble de landes et de bois, s’étendant sur le territoire des communes d’Angaïs, Beuste, Boeil, Bénéjacq, Bordères, Lagos et Mirepeix, placé sous la juridiction des jurats de Beuste. C’est également le titre d’un archidiaconé du diocèse de Lescar, correspondant à l’emprise des cantons de Nay et de Clarac. On retrouve ce toponyme sous les graphies Baigbiella (XIIIe siècle, fors de Béarn), archidiagonat de Batbilhe (1385, censier de Béarn), Batbielhe et l’arsidiagonat de Begbielle (respectivement 1396 et 1400, notaires de Navarrenx), le conbent de Bagbielhe et les Abbatbielles (respectivement 1538 et 1675, réformation de Béarn).

## Histoire
Paul Raymond note qu'en 1385, Mirepeix comptait vingt-deux feux et dépendait du bailliage de Pau. La baronnie de Mirepeix, vassale de la vicomté de Béarn, fut supprimée au XIIe siècle, puis rétablie en 1611.

## Héraldique
| Blason de Mirepeix | Blason  | D'azur à une levrette dressée d'argent, colletée de gueules, accompagnées de trois arbres de sinople. Devise« aûn todo es haheado » (rien n'est jamais acquis). |
| Blason de Mirepeix | Détails | Ce sont les armes des Barons de Navailles. * Il y a là non-respect de la règle de contrariété des couleurs : ces armes sont fautives (Superposer du sinople sur de l'azur est interdit en héraldique). L'Armorial de France (.fr) remplace les arbres par des bouquets de cerises. L'Armorial de France (.ru) donne cependant une version différente, dans laquelle les couleurs du champ et de la levrette sont inversés. Cela corrige le blason d'un point de vue héraldique, mais n'est pas sourcé. |

## Politique et administration
| Période                                  | Période  | Identité           | Étiquette | Qualité                                      |
| ---------------------------------------- | -------- | ------------------ | --------- | -------------------------------------------- |
| 1977                                     | 1995     | Henri Prat         | PS        | ingénieur du génie rural, Député (1981-1988) |
| 1995                                     | 2001     | André Ségot        |           |                                              |
| 2001                                     | 2008     | Gérard Turon-Lagot |           |                                              |
| 2008                                     | En cours | Stéphane Virto     | PS        |                                              |
| Les données manquantes sont à compléter. |          |                    |           |                                              |

### Intercommunalité
Mirepeix appartient à cinq structures intercommunales :
- la communauté de communes du Pays de Nay ;
- le SIVU d'aide à domicile de la plaine de Nay ;
- le syndicat d'eau potable et d'assainissement du pays de Nay (SEAPAN) ;
- le syndicat d'énergie des Pyrénées-Atlantiques ;
- le syndicat intercommunal de défense contre les inondations du gave de Pau.

## Population et société

### Démographie
L'évolution du nombre d'habitants est connue à travers les recensements de la population effectués dans la commune depuis 1793. Pour les communes de moins de 10 000 habitants, une enquête de recensement portant sur toute la population est réalisée tous les cinq ans, les populations de référence des années intermédiaires étant quant à elles estimées par interpolation ou extrapolation. Pour la commune, le premier recensement exhaustif entrant dans le cadre du nouveau dispositif a été réalisé en 2005.

En 2022, la commune comptait 1 254 habitants, en évolution de −1,26 % par rapport à 2016 (Pyrénées-Atlantiques : +3,78 %, France hors Mayotte : +2,11 %).
| 1793 | 1800 | 1806 | 1821 | 1831 | 1836 | 1841 | 1846 | 1851 |
| ---- | ---- | ---- | ---- | ---- | ---- | ---- | ---- | ---- |
| 473  | 517  | 695  | 634  | 687  | 724  | 814  | 860  | 861  |

| 1856 | 1861 | 1866 | 1872 | 1876 | 1881 | 1886 | 1891 | 1896 |
| ---- | ---- | ---- | ---- | ---- | ---- | ---- | ---- | ---- |
| 845  | 822  | 813  | 787  | 792  | 800  | 789  | 847  | 892  |

| 1901 | 1906 | 1911 | 1921 | 1926 | 1931 | 1936 | 1946 | 1954 |
| ---- | ---- | ---- | ---- | ---- | ---- | ---- | ---- | ---- |
| 843  | 844  | 809  | 733  | 761  | 778  | 742  | 703  | 665  |

| 1962 | 1968 | 1975 | 1982 | 1990 | 1999 | 2005  | 2006  | 2010  |
| ---- | ---- | ---- | ---- | ---- | ---- | ----- | ----- | ----- |
| 752  | 756  | 766  | 886  | 921  | 962  | 1 084 | 1 100 | 1 196 |

| 2015  | 2020  | 2022  | - | - | - | - | - | - |
| ----- | ----- | ----- | - | - | - | - | - | - |
| 1 268 | 1 250 | 1 254 | - | - | - | - | - | - |

Mirepeix fait partie de l'aire d'attraction de Pau.

## Économie
La commune fait partie de la zone d'appellation de l'ossau-iraty.

## Culture locale et patrimoine

### Patrimoine religieux
L'église Saint-Orens fut achevée vers 1845.

## Équipements

### Éducation
Mirepeix dispose d'une école primaire.

## Personnalités liées à la commune

### Nées auXXesiècle
Henri Prat, né en 1923 à Mirepeix, mort en 1995, est un homme politique français, qui fut député socialiste de 1981 à 1988 de la circonscription.
Claude Bérit-Débat, né en 1946 à Mirepeix, est un homme politique français, sénateur socialiste de la Dordogne depuis 2008.
Fanny Deberghes, née en 1994 à Agen mais originaire de Mirepeix, est une nageuse française, quintuple championne nationale de brasse et sélectionnée pour les Jeux olympiques de Rio.